# 페터르 믈라데노프

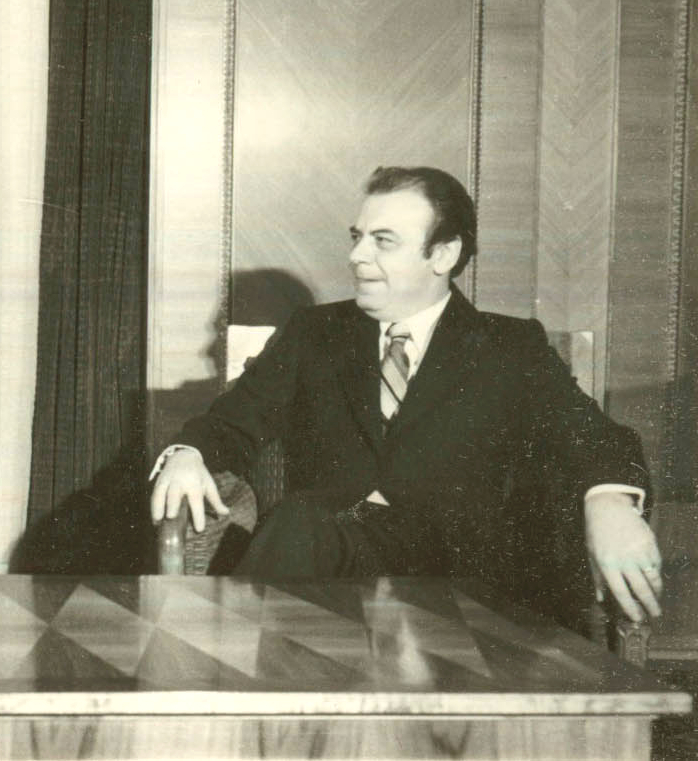
1978년의 페터르 믈라데노프.

페터르 토셰프 믈라데노프(불가리아어: Петър Тошев Младенов, 1936년 8월 22일 ~ 2000년 5월 31일)는 불가리아의 정치인으로, 1971년부터 1989년까지 불가리아 인민공화국의 정치인으로 불가리아 인민공화국 외무부서 장관을 지냈으며, 토도르 지프코프가 실각된 이후 불가리아 인민공화국 국가원수로 재직하였다. 1990년 그는 불가리아 인민공화국을 붕괴시키고 초대 대통령으로 스스로를 임명하였으나, 범죄혐의로 사임하였다.

## 역대 선거 결과
| 선거명      | 직책명            | 대수 | 정당            | 득표율  | 득표수 | 결과 | 당락 |
| ----------- | ----------------- | ---- | --------------- | ------- | ------ | ---- | ---- |
| 1990년 선거 | 불가리아의 대통령 | 1대  | 불가리아 사회당 | 100.00% | 400표  | 1위  |      |